# Élections législatives fédérales belges de 2003
Les élections législatives fédérales belges du 18 mai 2003 ont eu lieu afin de renouveler la composition de la Chambre des représentants de Belgique, ainsi que le Sénat. Elles voient la forte chute des partis écologistes, qui ne conservent qu'une faible partie de leurs sièges. Les socialistes sont en forte hausse et contrôlent presque un tiers de la Chambre des représentants. Les libéraux sont également en hausse, tandis que les chrétiens-démocrates baissent légèrement. L'extrême-droite progresse en Flandre comme en Wallonie et Agalev perd tous ses sièges. 
Le 11 juillet 2003 est formé le gouvernement Verhofstadt II avec les libéraux et les socialistes mais sans les écologistes, contrairement au gouvernement sortant.

## Têtes de liste

### Partis francophones
| Parti | Parti | Sénat                           | Liège             | Hainaut             | Luxembourg        | Namur            | Brabant wallon      | BHV                         |
| ----- | ----- | ------------------------------- | ----------------- | ------------------- | ----------------- | ---------------- | ------------------- | --------------------------- |
|       | PS    | Elio Di Rupo Jean-Marie Happart | Michel Daerden    | Elio Di Rupo        | André Perpète     | Claude Eerdekens | André Flahaut       | Laurette Onkelinx           |
|       | MR    | Louis Michel                    | Didier Reynders   | Hervé Hasquin       | Philippe Collard  | Anne Barzin      | Charles Michel      | Daniel Ducarme              |
|       | CDH   | Joëlle Milquet Clotilde Nyssens | Melchior Wathelet | Jean-Jacques Viseur | Josy Arens        | Richard Fournaux | Raymond Langendries | Joëlle Milquet              |
|       | Ecolo | Isabelle Durant                 | Muriel Gerkens    | Jean-Marc Nollet    | Christian Cession | Philippe Defeyt  | Pierre Sondag       | Olivier Deleuze             |
|       | FN    | Audrey Rorive                   | Michel Delacroix  | Daniel Féret        | Pierre Beneux     | Daniel Canivet   | Daniel Huygens      | Christiane Van Nieuwenhoven |

### Partis néerlandophones
| Parti | Parti       | Sénat             | Flandre-Occidentale                | Flandre-Orientale              | Anvers           | Limburg                      | Louvain           | BHV                       |
| ----- | ----------- | ----------------- | ---------------------------------- | ------------------------------ | ---------------- | ---------------------------- | ----------------- | ------------------------- |
|       | CD&V        | Stefaan De Clerck | Stefaan De Clerck Hendrik Bogaert  | Tony Van Parys                 | Inge Vervotte    | Jo Vandeurzen                | Carl Devlies      | Herman Van Rompuy         |
|       | VLD         | Guy Verhofstadt   | Marc Verwilghen                    | Guy Verhofstadt Geert Versnick | Bart Somers      | Patrick Dewael               | Rik Daems         | Annemie Neyts-Uyttebroeck |
|       | SP-A-SPIRIT | Steve Stevaert    | Johan Vande Lanotte                | Freya Van den Bossche          | Patrick Janssens | Steve Stevaert Annemie Roppe | Saïd El Khadraoui | Frank Vandenbroucke       |
|       | VB          | Frank Vanhecke    | Frank Vanhecke Frieda Van Themsche | Francis Van den Eynde          | Gerolf Annemans  | Bert Schoofs                 | Hagen Goyvaerts   | Filip De Man              |
|       | AGALEV      | Mieke Vogels      | Rita Brauwers                      | Vera Dua                       | Fauzaya Talhaoui | Jacinta De Roeck             | Magda Aelvoet     | Lode Vanoost              |
|       | N-VA        | Geert Bourgeois   | Geert Bourgeois Patrick De Groote  | Karel Van Hoorebeke            | Bart De Wever    | Frieda Brepoels              | Danny Pieters     | Lieve Maes                |

## Résultats

### Chambre des représentants

#### Par listes
|                        |                                         |           |       |      |        |               |  |
| Parti                  | Parti                                   | Voix      | %     | +/-  | Sièges | +/-           |  |
|                        | Vlaamse Liberalen en Democraten (VLD)   | 1 009 223 | 15,36 | 1,06 | 25     | 2             |  |
|                        | Cartel sp.a-Spirit                      | 979 750   | 14,91 | 5,37 | 23     | 9             |  |
|                        | Christelijke Volkspartij (CVP)          | 870 749   | 13,25 | 0,84 | 21     | 1             |  |
|                        | Parti socialiste (PS)                   | 855 992   | 13,02 | 2,86 | 25     | 6             |  |
|                        | Vlaams Blok (VB)                        | 761 407   | 11,59 | 1,72 | 18     | 3             |  |
|                        | Mouvement réformateur (MR)              | 748 952   | 11,40 | 1,26 | 24     | 6             |  |
|                        | Centre démocrate humaniste (CdH)        | 359 660   | 5,47  | 0,41 | 8      | 2             |  |
|                        | Nieuw-Vlaamse Alliantie (N-VA)          | 201 399   | 3,06  | Nv.  | 1      | 1             |  |
|                        | Ecolo                                   | 201 118   | 3,06  | 4,30 | 4      | 7             |  |
|                        | Agalev                                  | 162 205   | 2,47  | 4,52 | 0      | 9             |  |
|                        | Front national (FN)                     | 130 012   | 1,98  | 0,53 | 1      | en stagnation |  |
|                        | Vivant                                  | 73 427    | 1,11  | 0,13 | 0      | en stagnation |  |
|                        | Chrétiens démocrates francophones (CDF) | 38 346    | 0,58  | Nv.  | 0      | en stagnation |  |
|                        | Appel libéral (LA)                      | 29 868    | 0,45  | Nv.  | 0      | en stagnation |  |
|                        | Rassemblement Wallonie France (RWF)     | 25 416    | 0,39  | Nv.  | 0      | en stagnation |  |
|                        | Parti du travail de Belgique (PTB/PvdA) | 20 825    | 0,31  | 0,19 | 0      | en stagnation |  |
|                        | Autres                                  | 99 195    | 1,51  | -    | 0      | -             |  |
|                        |                                         |           |       |      |        |               |  |
| Suffrages exprimés     | Suffrages exprimés                      | 6 572 189 | 94,74 |      |        |               |  |
| Votes blancs et nuls   | Votes blancs et nuls                    | 364 612   | 5,54  |      |        |               |  |
| Total                  | Total                                   | 6 936 801 | 100   | -    | 150    | en stagnation |  |
| Abstentions            | Abstentions                             | 633 836   | 8,38  |      |        |               |  |
| Inscrits/Participation | Inscrits/Participation                  | 7 570 637 | 91,62 |      |        |               |  |

#### Résumé par famille politique
| Familles politiques | Familles politiques    | Partis        | %     | +/-  | Sièges | +/-           |
| ------------------- | ---------------------- | ------------- | ----- | ---- | ------ | ------------- |
|                     | Socialistes            | PS, sp.a      | 27,93 | 8,22 | 48     | 15            |
|                     | Libéraux               | VLD, MR       | 26,76 | 2,32 | 49     | 8             |
|                     | Chrétiens-démocrates   | CD&V, cdH     | 18,72 | 1,25 | 29     | 3             |
|                     | Extrême droite         | VB, FN        | 13,57 | 2,25 | 19     | 3             |
|                     | Écologistes            | Ecolo, Agalev | 5,53  | 8,82 | 4      | 16            |
|                     | Nationalistes flamands | NVA           | 3,06  | 2,50 | 1      | 7             |
|                     | Autres                 | Autres        | 4,44  | -    | 0      | -             |
| Total               | Total                  | Total         | 100   | -    | 150    | en stagnation |

### Sénat
|                        |                                         |           |       |      |              |               |        |  |
| Parti                  | Parti                                   | Voix      | %     | +/-  | Élus directs | +/-           | Sièges |  |
|                        | Cartel sp.a-Spirit                      | 1 013 560 | 15,47 | 6,58 | 7            | 3             | 12     |  |
|                        | Vlaamse Liberalen en Democraten (VLD)   | 1 007 868 | 15,38 | 0,01 | 7            | 1             | 12     |  |
|                        | Parti socialiste (PS)                   | 840 908   | 12,84 | 3,19 | 6            | 2             | 11     |  |
|                        | Christelijke Volkspartij (CVP)          | 832 849   | 12,71 | 2,04 | 6            | en stagnation | 9      |  |
|                        | Mouvement réformateur (MR)              | 795 757   | 12,15 | 1,58 | 5            | en stagnation | 10     |  |
|                        | Vlaams Blok (VB)                        | 741 940   | 11,32 | 1,90 | 5            | 1             | 8      |  |
|                        | Centre démocrate humaniste (CdH)        | 362 705   | 5,54  | 0,50 | 2            | 1             | 4      |  |
|                        | Ecolo                                   | 208 868   | 3,19  | 4,55 | 1            | 2             | 2      |  |
|                        | Nieuw-Vlaamse Alliantie (N-VA)          | 200 273   | 3,06  | Nv.  | 0            | en stagnation | 0      |  |
|                        | Agalev                                  | 161 024   | 2,46  | 4,63 | 0            | 3             | 0      |  |
|                        | Front National (FN)                     | 147 305   | 2,25  | 0,75 | 1            | 1             | 2      |  |
|                        | Vivant                                  | 86 723    | 1,33  | 0,66 | 0            | en stagnation | 0      |  |
|                        | Chrétiens démocrates francophones (CDF) | 38 339    | 0,59  | Nv.  | 0            | en stagnation | 0      |  |
|                        | Rassemblement Wallonie France (RWF)     | 27 424    | 0,42  | Nv.  | 0            | en stagnation | 0      |  |
|                        | Appel libéral (LA)                      | 26 629    | 0,41  | Nv.  | 0            | en stagnation | 0      |  |
|                        | Parti du travail de Belgique (PTB/PvdA) | 18 699    | 0,29  | 0,28 | 0            | en stagnation | 0      |  |
|                        | RESIST                                  | 17 604    | 0,27  | Nv.  | 0            | en stagnation | 0      |  |
|                        | Autres                                  | 23 036    | 0,35  | -    | 0            | -             | 0      |  |
|                        |                                         |           |       |      |              |               |        |  |
| Suffrages exprimés     | Suffrages exprimés                      | 6 551 511 | 94,16 |      |              |               |        |  |
| Votes blancs et nuls   | Votes blancs et nuls                    | 383 093   | 5,84  |      |              |               |        |  |
| Total                  | Total                                   | 6 934 605 | 100   | -    | 40           | en stagnation | 71     |  |
| Abstentions            | Abstentions                             | 636 032   | 8,41  |      |              |               |        |  |
| Inscrits/Participation | Inscrits/Participation                  | 7 570 637 | 91,59 |      |              |               |        |  |